# 克里斯蒂娜 (特拉華州)
克里斯蒂娜（英語：Christiana）是位於美國特拉華州紐卡斯爾縣的一個非建制地區。該地的面積和人口皆未知。

## 地理
克里斯蒂娜的座標為39°39′54″N 75°39′36″W / 39.66500°N 75.66000°W，而該地的平均海拔高度為9米（即30英尺）。